# Polystachya mukandaensis
Polystachya mukandaensis är en orkidéart som beskrevs av De Wild. Polystachya mukandaensis ingår i släktet Polystachya och familjen orkidéer. Inga underarter finns listade i Catalogue of Life.